# Georgskirche (Ullersdorf)

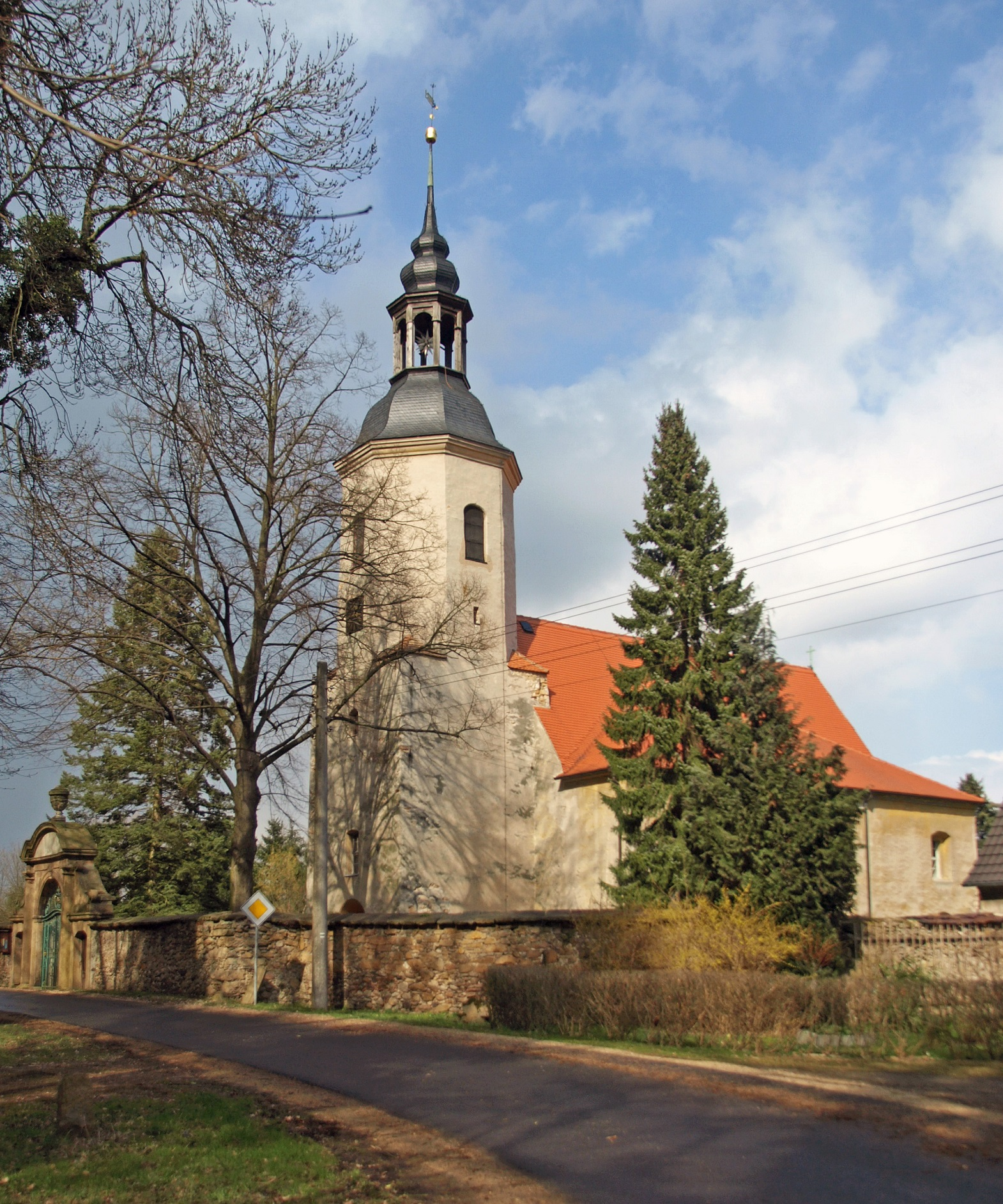
Kirche Ullersdorf, Ansicht von Südwesten (2015)

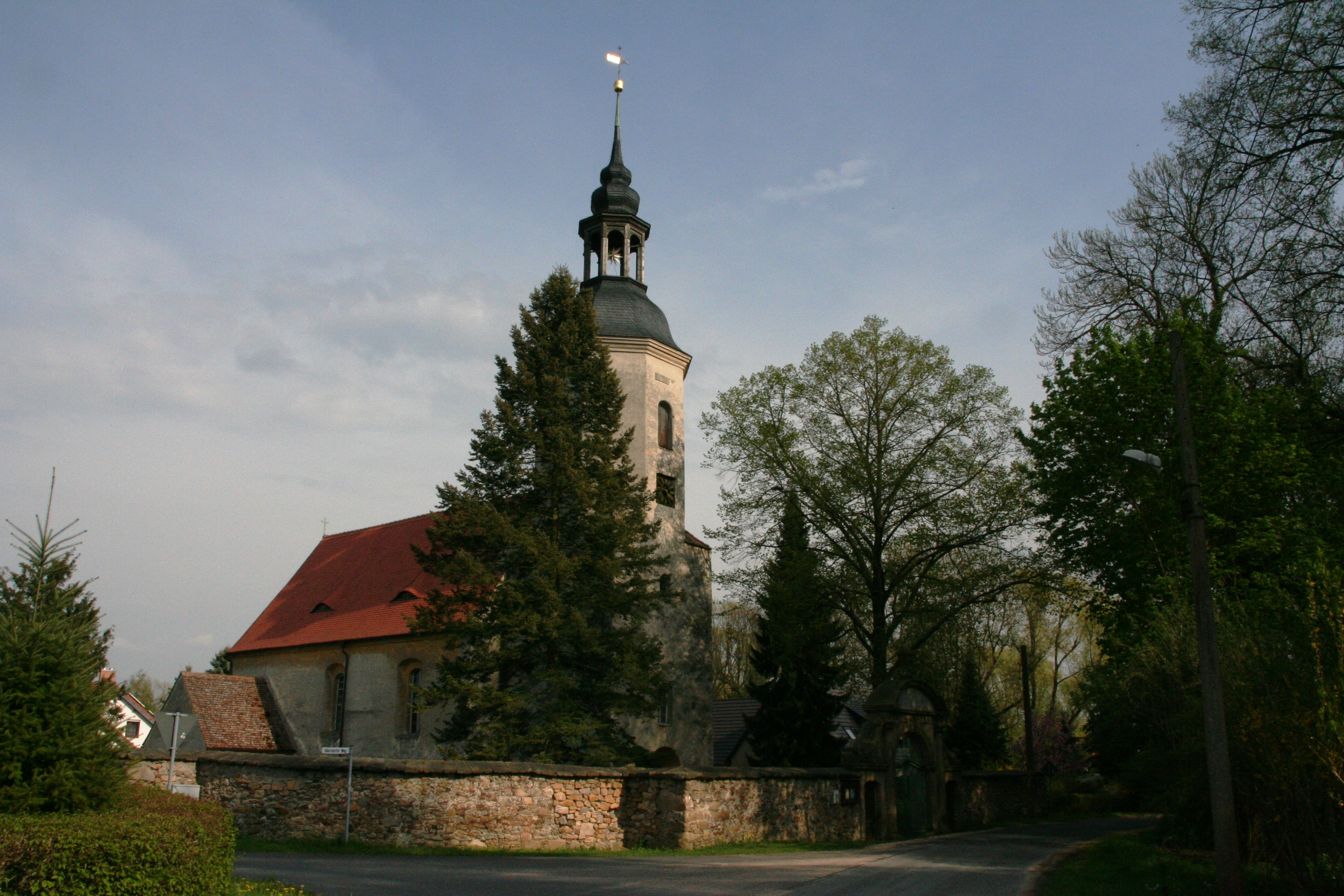
Ansicht von Nordwesten (2015)

Die Georgskirche ist das Kirchengebäude im Ortsteil Ullersdorf der Gemeinde Waldhufen im Landkreis Görlitz in der sächsischen Oberlausitz. Es gehört der Kirchengemeinde Jänkendorf-Ullersdorf im evangelisch-lutherischen Pfarrsprengel Waldhufen-Vierkirchen des Kirchenkreises Schlesische Oberlausitz, der Teil der Evangelischen Kirche Berlin-Brandenburg-schlesische Oberlausitz ist. Die Kirche steht unter Denkmalschutz.

## Architektur und Geschichte
An Stelle der heutigen Kirche befand sich bis 1507 eine Holzkapelle, die aufgrund von Baufälligkeit abgerissen wurde. Die heutige Kirche wurde einige Jahre später errichtet und im Jahr 1629 umfassend umgebaut, auf dieses Jahr weist ein Schlussstein im Bereich des Altarraumes hin. Des Weiteren wurde das Kirchenschiff neu eingewölbt. Im Jahr 1676 wurde der Westturm angebaut und 1720 wurde ein Anbau an der Südwand ergänzt. 1767 wurde der Kirchhof eingefriedet. Bei Kampfhandlungen gegen Ende des Zweiten Weltkrieges wurde die Kirche durch Artilleriebeschuss stark beschädigt. 1948 erfolgte eine Notreparatur und 1950 wurde der zerstörte Turm wiederhergestellt. 1956 wurde die Kirche allumfassend saniert, außerdem erhielt sie ein neues Geläut, da die alten Glocken im Zweiten Weltkrieg zur Waffenherstellung beschlagnahmt wurden.
Die Kirche ist eine einschiffige Kirche mit halbkreisförmigem Ostschluss und einem Satteldach mit Fledermausgauben. Sie hat segmentbogige Fenster und einen quadratischen Westturm mit achteckigem Glockengeschoss. Der Turm hat zu vier Seiten Schallöffnungen und wird durch eine Schweifhaube mit Laterne, Zwiebelturm, Turmkugel und Wetterfahne abgeschlossen. An der Nordseite des Altarraums ist die kleine Sakristei mit Satteldach angebaut, auf der Südseite liegen die Patronatslogen. Im Innenraum ist die Kirche seit dem Umbau der Decke kreuzgratgewölbt, die Grate sind mit floraler Bemalung versehen. An der Südseite liegt eine zweijochige Grabkapelle mit den darüber liegenden Logen. Im Kirchenschiff stehen eingeschossige Emporen, deren Brüstungsfelder mit verschiedenen Bibelszenen bemalt sind. An der Ost- und Westwand sind Wandmalereien aus dem 17. Jahrhundert erhalten.

## Ausstattung
In der Ullersdorfer Kirche steht ein dreigeschossiger hölzerner Altar, der 1630 von Balthasar Hoffmann in Görlitz gebaut wurde. In der Predella befindet sich eine Darstellung des Abendmahls und im Hauptfeld die Auferstehung. Die reich geschnitzte Kanzel stammt aus dem gleichen Jahr und ist in den Brüstungsfeldern mit gemalten Darstellungen der Evangelisten von Johann Culmann versehen. Die schlichte Sandsteintaufe ist im spätgotischen Stil. Das Chorgestühl wird auf das Jahr 1501 datiert, die Orgel wurde 1915 von Schlag & Söhne gebaut.